# Rhabdomastix brevicellula
Rhabdomastix brevicellula là một loài ruồi trong họ Limoniidae. Chúng phân bố ở miền Tân bắc.